# 晚报 (克罗地亚)
《晚报》是总部位于萨格勒布的克罗地亚日报，创刊于克羅地亞社會主義共和國时期的1959年。

## 历史和简介
1959年，《晚报》在萨格勒布创刊，前身Večernji vjesnik（“晚间信使”）于1957年6月3日首次出版，每日出刊24版；1958年10月18日与Narodni list（“人民报”）合并，1959年整合成《晚报》。
在今天的克罗地亚政治格局中，《晚报》属于保守派。

## 版本
《晚报》现有或曾有多个区域版本和两个国外版本：
- 达尔马提亚
- 伊斯特拉-滨海-利卡
- 斯拉沃尼亚和巴兰尼亚
- 波德拉维纳（英语：Podravina）和比洛戈拉（英语：Bilogora）
- 瓦拉日丁和梅杰穆列
- 扎戈耶
- 锡萨克
- 卡尔洛瓦茨
- 萨格勒布
- 波斯尼亚和黑塞哥维那
- 国际版